# Апатенко, Анатолий Касьянович
Анатолий Касьянович Апатенко (1920—1974) — советский патологоанатом, доктор медицинских наук, полковник медицинской службы.

## Биография
Родился в Москве 23 сентября 1920 года.
После окончания средней школы поступил в Куйбышевскую военно-медицинскую академию. 
В 1943 году с 3-го курса ушёл добровольцем на фронт; был направлен в танковую часть. Воевал на Воронежском, 1-м и 2-м Украинских фронтах. 
После демобилизации в 1948 году продолжил обучение; занимался в Московском медицинском институте Минздрава РСФСР и окончил аспирантуру при кафедре патологической анатомии под руководством профессора Ю. М. Лазовского. Защитил в 1-м МОЛМИ кандидатскую диссертацию «Морфологические изменения в скелетной мускулатуре при расстройствах кровообращения» (1952).
Вернулся на военную службу. После непродолжительного пребывания в ПАЛ Московского военного округа был назначен в ГВКГ им. Н. Н. Бурденко на должность врача-специалиста; с 1962 года был начальником Центральной патологоанатомической лаборатории госпиталя и главным патологоанатомом Министерства обороны СССР. Защитил докторскую диссертацию «Морфология, гистогенез и классификация эпителиальных опухолей кожи» (1970).
Научные интересы: Онкопатология, патоморфология скелетной мускулатуры в условиях расстройства кровообращения и вопросы организации патологоанатомической службы в Советской Армии.
Был награждён орденом Красной Звезды, 12 медалями.
Скоропостижно скончался 25 октября 1974 года в возрасте 54 лет.

## Научная деятельность
А. К. Апатов собрал уникальную коллекцию опухолей кожи. Им были проведены исследования, изменившие представления о гисто- и морфогенезе опухолей кожи, описано несколько ранее неизвестных онконозоологических единиц. Он — автор более 140 научных публикаций. В 1976 году его книга «Эпителиальные опухоли и пороки развития кожи» (Москва: Медицина, 1973. — 240 с.) была удостоена премии А. И. Абрикосова. После смерти была издана его работа «Мезенхимные и нейроэктодермальные опухоли и пороки развития кожи» (Под ред. акад., проф. А. В. Смольянникова. — М.: Медицина, 1977. — 208 с.). Был ответственным редактором журнала «Архив патологии».